# Sceloporus dugesii
Sceloporus dugesii (колюча ігуана Дюжеса) — вид ігуаноподібних ящірок родини фриносомових (Phrynosomatidae). Ендемік Мексики. Вид названий на честь мексиканського натураліста Альфредо Дюже.

## Поширення і екологія
Колючі ігуани Дюжеса поширені від південно-східного Наярита і північного Халіско до східної Коліми, півночі Мічоакана і півдня Гуанахуато. Вони живуть серед скель, порослих досново-дубовими лісами, сухими тропічними лісами і чагарниковими заростями, трапляються поблизу людських поселень. Є яйцеживородними.